# Nirosta
Il nome Nirosta non è altro che l'acronimo dell'espressione tedesca "nichtrostender Stahl", cioè "acciaio antiruggine" e fu coniato dalle acciaierie Krupp che lo inventarono all'inizio del XX secolo.
Esso si riferisce all'ormai comune acciaio inossidabile di tipo austenitico, il migliore per quanto riguarda resistenza alla corrosione e versatilità nell'utilizzo. Gli elevati costi (causati dall'elevata quantità di minerali pregiati che lo formano) sono però compensati dalla pressoché infinita durata nel tempo di questa particolare lega, rendendo il Nirosta uno dei più impiegati acciai inossidabili al mondo.